# Шереметлия
Шереметлия или Шереметли (на гръцки: Φανάρι, Фанари, катаревуса: Φανάριον, Фанарион, до 1928 година Σερεμετλή, Сереметли) е село в Егейска Македония, Гърция, дем Кукуш, област Централна Македония със 164 жители (2001).

## География
Селото е разположено южно от град Кукуш (Килкис), в Солунското поле.

## История

### В Османската империя
В XIX век Шереметлия е българско село в каза Аврет Хисар (Кукуш) на Османската империя. В „Етнография на вилаетите Адрианопол, Монастир и Салоника“, издадена в Константинопол в 1878 година и отразяваща статистиката на населението от 1873 година, Шереметлия е посочено два пъти – веднъж Шереметли (Cheremetli), селище в Солунска каза с 15 домакинства и 64 жители българи и втори път като Шереметлия (Chérémetlya), селище в каза Аврет Хисар (Кукуш) с 30 домакинства и 165 жители българи. В статистиката на Васил Кънчов („Македония. Етнография и статистика“) от 1900 година селото също е посочено два пъти – веднъж като Шереметли в Кукушка каза с 40 жители българи и 100 цигани и втори път като Ширеметли в Лъгадинска каза с 50 жители българи.
Българското население на селото е под върховенството на Българската екзархия. По данни на секретаря на Екзархията Димитър Мишев (La Macédoine et sa Population Chrétienne) в 1905 година Шереметлия (Cheremetlia) е село в Кукушка каза с 56 души българи екзархисти и власи.

### В Гърция
След Междусъюзническата война в 1913 година селото попада в Гърция. Част от населението му се изселва в България и на негово място са настанени гърци бежанци. В 1928 година селото е чисто бежанско с 45 бежански семейства и 165 жители бежанци. В 1928 година името на селото е променено на Фанари.

## Личности
Родени в Шереметлия
- Трайчо Шереметлийски, български революционери, деец на ВМОРО[7]